# @@@@@
〈@@@@@〉는 베네수엘라의 레코드 프로듀서인 아르카가 발표한 62분 가량의 여러 곡을 믹스한 노래이다. 2020년 2월 19일 NTS 라디오를 통해 처음 발표되었으며, XL 레코딩스를 통해 2020년 2월 21일 공식 발표되었다.

## 배경과 발먀
| 전문가 평가 | 전문가 평가 |
| 평가 점수   | 평가 점수   |
| 출처        | 점수        |
| ----------- | ----------- |
| 피치포크    | 8.1/10      |

2020년 2월 18일, 아르카는 자신이 SNS에 암호화된 비디오를 게재하는 것과 함께 새로운 음악을 발매할 것이라고 전했다. 이 노래는 NTS 라디오에서 6시에 처음 발표디었으며, 곧이어 62분 동안 믹스한 프레데릭 헤이먼 감독의 비주얼 영상이 유튜브 채널에 업로드 되었다. 투어 날짜도 같은 날 발매되었다. 〈@@@@@〉는 2020년 2월 21일 공식 발매되었으며, 아르카의 SNS를 통해 트랙리스트도 공개되었다.

## 트랙 리스트
모든 트랙은 알리한드라 게르시가 작사 작곡 및 제작. 유튜브에서 발췌함
| #            | 제목              | 재생 시간 |
| ------------ | ----------------- | --------- |
| 1.           | 〈Diva〉          | 1:01      |
| 2.           | 〈Construct〉     | 1:46      |
| 3.           | 〈Turner〉        | 3:01      |
| 4.           | 〈Devastation〉   | 2:08      |
| 5.           | 〈Survivors〉     | 1:19      |
| 6.           | 〈Recursion〉     | 2:33      |
| 7.           | 〈Monstrua〉      | 1:13      |
| 8.           | 〈Bebé〉          | 0:25      |
| 9.           | 〈Amputee〉       | 0:09      |
| 10.          | 〈Chipilina〉     | 2:49      |
| 11.          | 〈In the Face〉   | 0:38      |
| 12.          | 〈Predator〉      | 2:42      |
| 13.          | 〈Pacifier〉      | 3:00      |
| 14.          | 〈Psychosexual〉  | 1:02      |
| 15.          | 〈Mujere〉        | 2:13      |
| 16.          | 〈Cypher〉        | 2:31      |
| 17.          | 〈Murciélaga〉    | 4:00      |
| 18.          | 〈Phantasy〉      | 1:29      |
| 19.          | 〈No Lo Digas〉   | 2:48      |
| 20.          | 〈Amantes〉       | 2:42      |
| 21.          | 〈Membrane〉      | 2:45      |
| 22.          | 〈Apuro〉         | 4:09      |
| 23.          | 〈Saintly Pride〉 | 3:26      |
| 24.          | 〈Avasallada〉    | 1:41      |
| 25.          | 〈Dysphoria〉     | 1:06      |
| 26.          | 〈Gaita〉         | 2:09      |
| 27.          | 〈Form〉          | 3:42      |
| 28.          | 〈Travesti〉      | 1:20      |
| 29.          | 〈Heaventsent〉   | 2:30      |
| 30.          | 〈X〉             | 0:03      |
| 총 재생 시간 | 총 재생 시간      | 62:20     |